# John Cornforth
Sir John Warcup Cornforth (7. září 1917 Sydney – 8. prosince 2013Brighton) byl australský organický chemik, nositel Nobelovy ceny za chemii za rok 1975. Obdržel ji za studium stereochemie enzymových reakcí.
Vystudoval Univerzitu Sydney a již v dospívání ohluchl následkem otosklerózy. Na sydneyské univerzitě poznal svou budoucí manželku Ritu Harradenceovou (1915–2012); oba pak odjeli studovat do Anglie na Oxfordské univerzitě, kdy byl jejich učitelem Robert Robinson, a oba získali doktorát roku 1941. V té době ještě nebylo možno vykonat postgraduální studia v Austrálii. Roku 1941 Cornforth a Harradenceová také uzavřeli sňatek; měli pak spolu syna a dvě dcery.
Spolupráce s Robertem Robinsonem pokračovala i po získání doktorátu a manželé Cornforthovi se věnovali medicínskému výzkumu, mimo jiné penicilínu. Roku 1965 se Conforth stal profesorem Univerzity ve Warwicku, roku 1975 odešel na Univerzitu v Sussexu, kde zůstal až do penzionování.